# Evelin Ilves
Evelin Ilves, née Evelin Int le 20 avril 1968 à Tallinn, est l'ancienne première dame d'Estonie, en sa qualité d'épouse de Toomas Hendrik Ilves, président depuis le 9 octobre 2006.

## Biographie
Evelin Ilves est diplômée de médecine de l'Université de Tartu.
En 2004, elle se marie avec Toomas Hendrik Ilves, avec qui elle avait eu une fille, Kadri Keiu, née en 2003. Le couple divorce en 2015.